# Orde van Medische Verdienste (Brazilië)
De Orde van Medische Verdienste (Portugees: "Ordem do Mérito Médico") is een Braziliaanse ridderorde die in een wet van 14 maart 1950 werd ingesteld.
De onderscheiding wordt aan Braziliaanse en buitenlandse artsen voor bijzondere verdienste op medisch gebied verleend. Ook wetenschappelijke verdienste die voor de gezondheidszorg van belang is wordt met deze Orde beloond.
De Orde kent vier graden:
- Grootkruis
- Grootofficier
- Commandeur
- Ridder

Het lint van de Orde is donkergroen met brede gouden strepen.